# 十和田丸 (2代)
十和田丸（2代）（とわだまる、Towada Maru）は、津軽丸型第7船として1966年（昭和41年）10月に建造された客載車両渡船で、同年11月から1988年（昭和63年）9月まで、日本国有鉄道（国鉄）および北海道旅客鉄道（JR北海道）の青函連絡船として運航された。
同連絡船廃止後は日本旅客船に売却され、ジャパニーズドリームと改名し、1990年（平成2年）3月から1992年（平成4年）1月まで横浜 - 神戸間のクルーズ客船として運航された。
なお、十和田丸の名称は青函連絡船としては2代目であった。

## 十和田丸（2代目）建造の経緯
※津軽丸型としての詳細は津軽丸（2代）参照
津軽丸型6隻の建造計画は、国鉄内に設置された「青函連絡船取替等委員会」が1963年（昭和38年）8月3日に提出した第2次報告に沿って進められたもので、戦中戦後の混乱期に建造された船質の良くない連絡船の代替と、青函航路の輸送力増強を目的に、1965年（昭和40年）までに津軽丸型 6隻を建造し、老朽船9隻を引退させるというものであった。当時はこれで1969年 （昭和44年）の想定貨物輸送量（片道）378万トン（上り実績418万トン）までは対応可能と見込んでいたが、高度経済成長継続による北海道内の消費水準の向上、農業・土木の近代化に伴う化学肥料や機械・車両の入り込みもあり、下り貨物の輸送量も1965年（昭和40年）には300万トンに達し（上りは328万トン）、積車数では下りが上りを上回る事態で、その伸びは著しく、早くも1966年（昭和41年）以降の貨物輸送の逼迫が予想された。旅客輸送においても、折からの北海道観光ブームでその増加は著しく、津軽丸型 6隻就航後の、1965年（昭和40年）10月1日ダイヤ改正からは、津軽丸型3時間50分運航による部分的な1日2.5往復運航開始により、津軽丸型5隻12往復、うち9往復が旅客扱い便、さらに車載客船十和田丸（初代）による4時間30分運航の旅客便1往復もあり、旅客便は合計10往復となり、それ以前の6往復から大増発となった。しかし、十和田丸（初代）は、旅客定員は多いが船足が遅く、貨車航送能力もワム18両と少ないため、旅客便としても貨物便としても使いづらく、同ダイヤ改正以後は1日1往復のみの運航となっていた。そこで十和田丸（初代）を1966年（昭和41年）秋でいったん係船し、それまでに客貨とも輸送能力の高い津軽丸型をもう1隻追加建造することが1965年（昭和40年）10月22日の常務会で決定され、11月15日 その建造が浦賀重工へ発注され、翌1966年（昭和41年）2月15日起工、10月16日竣工した。これが2代目十和田丸であった。これにより津軽丸型は7隻となり、青森、函館両桟橋の第1岸壁、第2岸壁で55分折り返し運航が可能となった1968年（昭和43年）10月1日ダイヤ改正から、1隻入渠中も残り6隻での年中無休の15往復運航が始まり、そのうち9～11往復で旅客扱いが行われた。後年旅客扱い便は減少したが、6隻15往復体制は1988年（昭和63年）3月13日の終航まで続けられた。

## 概要

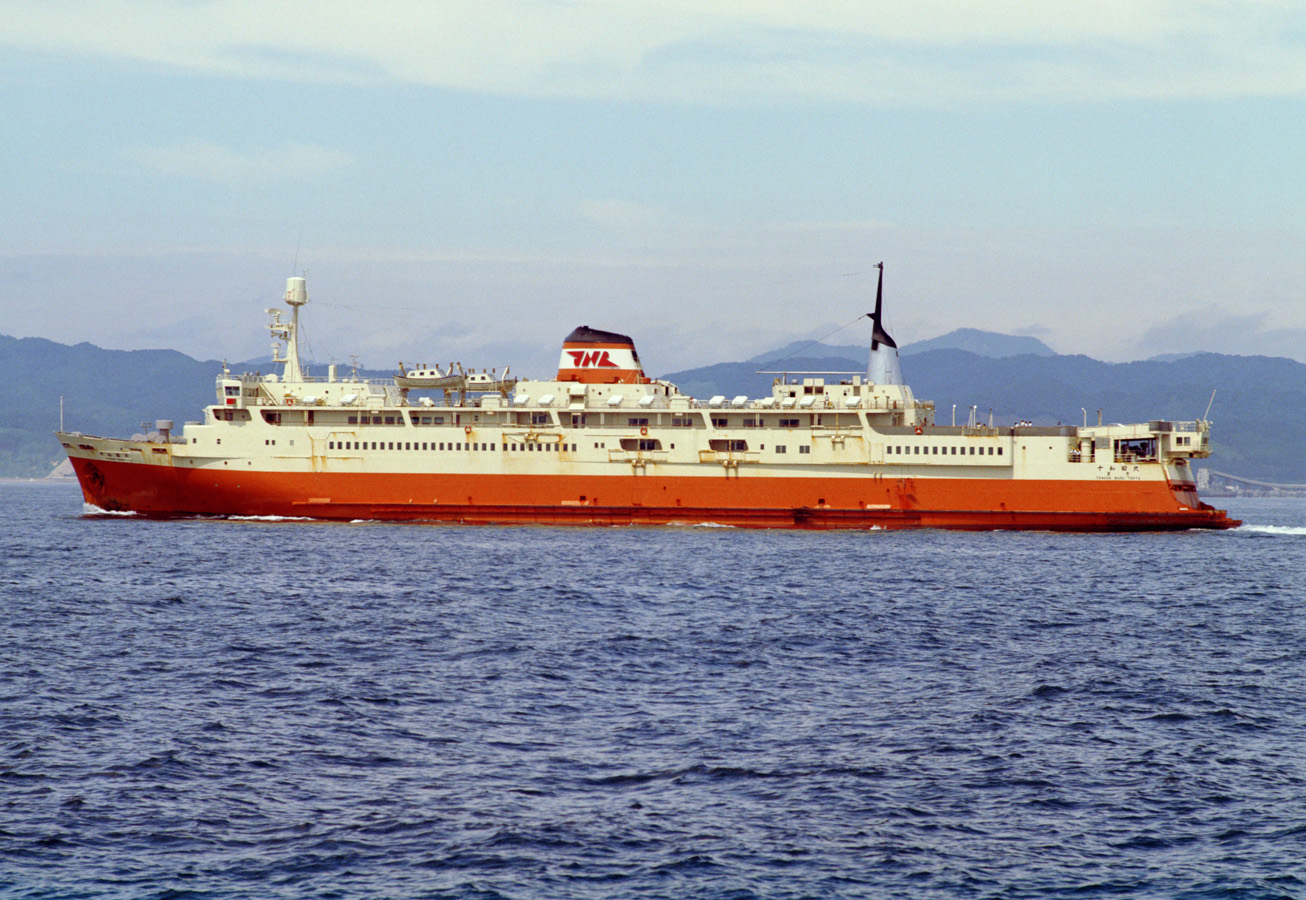
船楼甲板と遊歩甲板の甲板室前面が直立し、操舵室後部の甲板室が延長し、救助艇が屋根付きになり（1981年に屋根なしとなる）、船楼甲板左舷前寄りに近接した小窓二つの事務長室があり、脱出用滑り台支持ひも受け等の違いが見られた。また2等乗船口が平行四辺形となっているが、本船のほか、松前丸と羊蹄丸でもそうであった。1975年7月20日撮影

本船は津軽丸型第7船で、船体構造や一般配置は基本的に津軽丸型前6隻に準拠していた。しかしこれら6隻では、多くの新しい機器類や制御システムがほとんどぶっつけ本番で、また船により異なった仕様で導入されたりもしていた。本船起工の時点で、津軽丸（2代）竣工から1年10ヵ月、第6船の羊蹄丸（2代）竣工からでも7ヵ月経過しており、これら6隻での使用実績やその後の技術進歩も反映して改良され、これら新機軸もようやく完成品の域に達した。これに伴い、操舵室や機関室、係船機械類の配置や仕様の変化、一部船員居住区の配置換えもあって、若干の外観の変化も見られた。

## 津軽丸型前6隻との差異

### 外観の変化

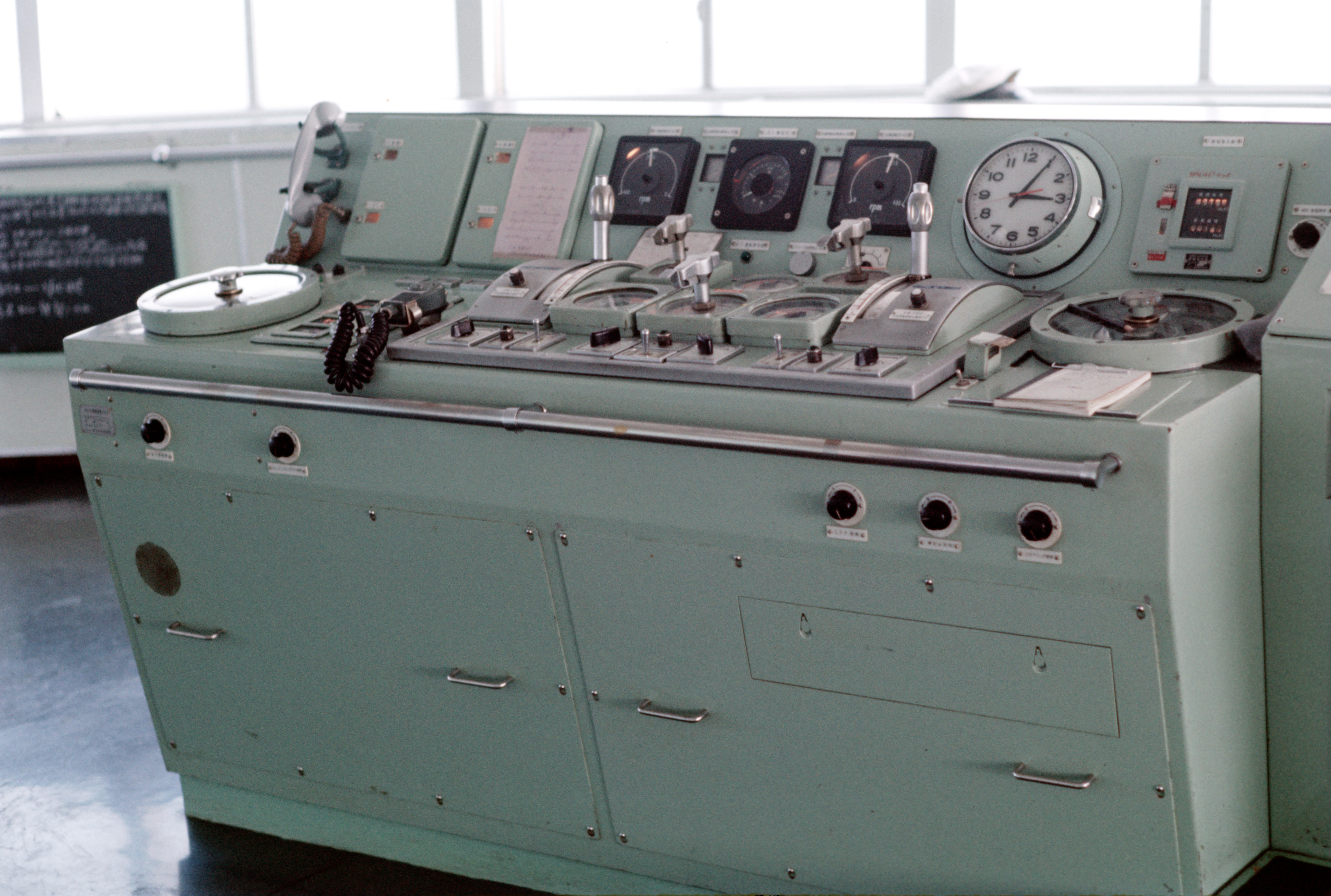
プロペラ制御盤 津軽丸・八甲田丸・松前丸の新造時のものに似ていたが、推進用可変ピッチプロペラ（CPP)翼角操縦レバーの長さが短くなり、そのカマボコ型前後行程も短縮され、翼角計は直線型から、大雪丸 から採用された指令翼角指針を外周に、実際翼角指針を内側に置く丸型になり、両舷のCPP操縦レバーのカマボコ型行程の間の手前側に設置されたが、これらとは別にCPP指令翼角が直観的に分かるよう、翼角操縦レバーのカマボコ型行程上にも目盛板が貼られた。またカマボコ型行程上には当該翼角操縦レバーが指令権を得た時に点灯するCPP操縦場所表示灯も設置された。この二つのCPP翼角計の間の丸型メーターの中心に立つ操縦グリップがバウスラスター（BT）操縦グリップで、このメーターがBT指令翼角計を兼ね、その向うの丸型メータがBT実際翼角計で、この間にBT操縦場所表示灯があったが、この写真では隠れて見えない。その両側の2個の丸型メーターの中心に立つグリップは、CPP遠隔操縦システム故障時に、翼角を機側操縦する第3補機室への指令を出す「プロペラテレグラフ」で、前6隻ではCPP操縦レバーで兼用していたが、本船から別建てとなった。なお左舷CPP操縦レバーの左側には、通常時に総括制御室への指令を出す押しボタン式の「エンジンテレグラフ」があり、その左側には通常の離着岸時に船尾係船作業場へ指令を出す丸い「ドッキングテレグラフ」が設置されていた。また、右舷CPP操縦レバーの右側には、操舵機遠隔操縦システム故障時に、機側操舵する操舵機室へ指令を出す丸い「ステアリングテレグラフ」が設置されていた。CPP翼角操縦レバー手前の小スイッチ類は、左の一群が左舷CPP関連で、左から左舷CPP操縦方法選択スイッチ（非常用第1・常用第1過負荷防止装置なし・同あり・常用第2過負荷防止装置あり・同なし・非常用第2の6ポジションからどれか一つを選択）、左舷CPP翼角中立表示灯、左舷CPP翼角非常操縦用スイッチ（非常用第1または第2を選択した時に使うノンホローアップスイッチで、翼角はこのスイッチを倒した方向へ進み続け、中立に戻すと進みが止まる）であった。その右側、中央の一群がバウスラスター（BT）関連で、左からBT油圧ポンプおよび主電動機制御スイッチで、停止・ポンプ運転（BTの可変ピッチプロペラ変節用油圧ポンプ運転）・運転（電動機が回転しプロペラが回転）の3ポジションで、BT使用時はこれを順次運転開始して使用可能状態とした。その右手前がノンホローアップのBT非常操縦スイッチ、その前方にBT翼角中立表示灯があり、その右にBT操縦方法選択スイッチ（常用・非常用の2ポジションのいずれかを選択）で、右の一群が右舷CPP関連で、左舷側と左右対称に配置されていた。向う側斜面には左端にVHF無線電話、錨鎖長および主・補助ウインチ索長指示計、左舷主軸回転数計、バウスラスター電動機電流計、右舷主軸回転数計と並び、これらメーターの間に主機稼働台数表示器の小窓があり、この写真ではともに2の表示が読みとれる。さらに右に時計と航程指示器が設置されていた。1970年7月28日撮影

津軽丸型の外観は、各船で少しずつ異なっていた。本船では、甲板室前面の船楼甲板と遊歩甲板部分で、津軽丸型前6隻にあった壁面約7度の後傾がなくなって垂直になり、操舵室前面の7度前傾のみ残された。垂直となった壁面の角窓には2個または3個ずつまとめて雨樋が設けられた。
車両甲板下に設置された水密隔壁12枚のうち、8枚の第二甲板レベルに通り抜けできる開口部が設けられており、緊急時にこれを閉鎖する電動油圧式水密辷戸（すべりど）が設置されていた。これに油圧を供給する前後2ヵ所の動力室は、前6隻では船楼甲板右舷の前後に配置されていたが、右舷からの衝突に脆弱、ということで、より安全性の高い航海甲板の船体中心線上、無線通信室後方と後部消音器室内へ移された。さらに、遊歩甲板前部の高級船員居室区画で個室数を増やすため、この部分の中央にあった空気調整室を航海甲板の操舵室と電気機器室の間に移したこともあり、無線通信室の入る甲板室が後方へ約3m延長された。一方、後部消音器室は大きさは変わらなかったが、後部消音器室後面中央に水密辷戸動力室への入口が設置された。また遊歩甲板高級船員居室区画の部屋割変更で、前6隻では船長室と廊下をはさんで向かい側にあった事務長室が船楼甲板左舷前方の予備室の位置へ移り、この部屋の角窓が1個から2個になったため、左舷の外観上の相違点となった。
船楼甲板両舷に計4ヵ所設けられた脱出用滑り台設置場所では、前6隻では滑り台を支えるひもが舷側に垂れていたが、十和田丸ではこのひもを収納する樋が設置された。
塗色は新造時より、外舷下部を霧でもよく見えるオレンジ色（2.5YR6/13）、外舷上部を象牙色（2.5Y9/2）とし後部煙突兼マストの下部を銀色、上部を暗い灰色（N-4）とし、これで終航まで通した。

### 一部できなかったバウスラスター関連の改良
船首を横方向へ押すバウスラスターは、津軽丸型前6隻ではバウスラスタートンネル内でプロペラ軸を両側から3本ずつのステーで支持する6-STAY型の三菱横浜KAMEWA SP800/6Sを装備していたが、本船建造時には、同性能ながら片側3本のステーだけで支持するSP800/3Sが登場しており、本船でもこれを採用した。このSP800/3S ではバウスラスターの入った筒の長さがSP800/6S の2.61mから1.75mへ短縮されたため、船体幅のより狭い船首寄り、本船では前6隻より2.8m船首寄りへの装備が可能となり、これによる回頭時の効率向上も期待されたが、結局従来通りの位置での装備となった。
またバウスラスター駆動電源となる主軸駆動発電機は、バウスラスターを使用する港内での操船時、とりわけ入港時の減速しながらの右回頭時には、右舷の可変ピッチプロペラに後進をかけるため、左舷主軸よりも右舷主軸への負荷の方が大きいことは本船起工以前に明確になっていたが、前6隻同様負荷の大きい右舷主軸に設置された。

### 第二甲板の変化
車両甲板下の船員居住区である船首第二甲板の第1船室では、前6隻では船体中央部の通路を隔て、左舷に高級船員食堂、右舷に普通船員食堂が配置されていたが、本船では高級船員食堂が右舷の普通船員食堂の船首側へ移り、この配置換えで2人用個室1室の増設が行われた。船尾の「その他の乗船者室」でも配置替えが行われた。
第二甲板の水密隔壁を通り抜ける水密辷戸の大きさが8ヵ所全てで、通行容易な、高さ150cm幅75cmに拡大された。

### 可変ピッチプロペラ翼角遠隔操縦システムの改良

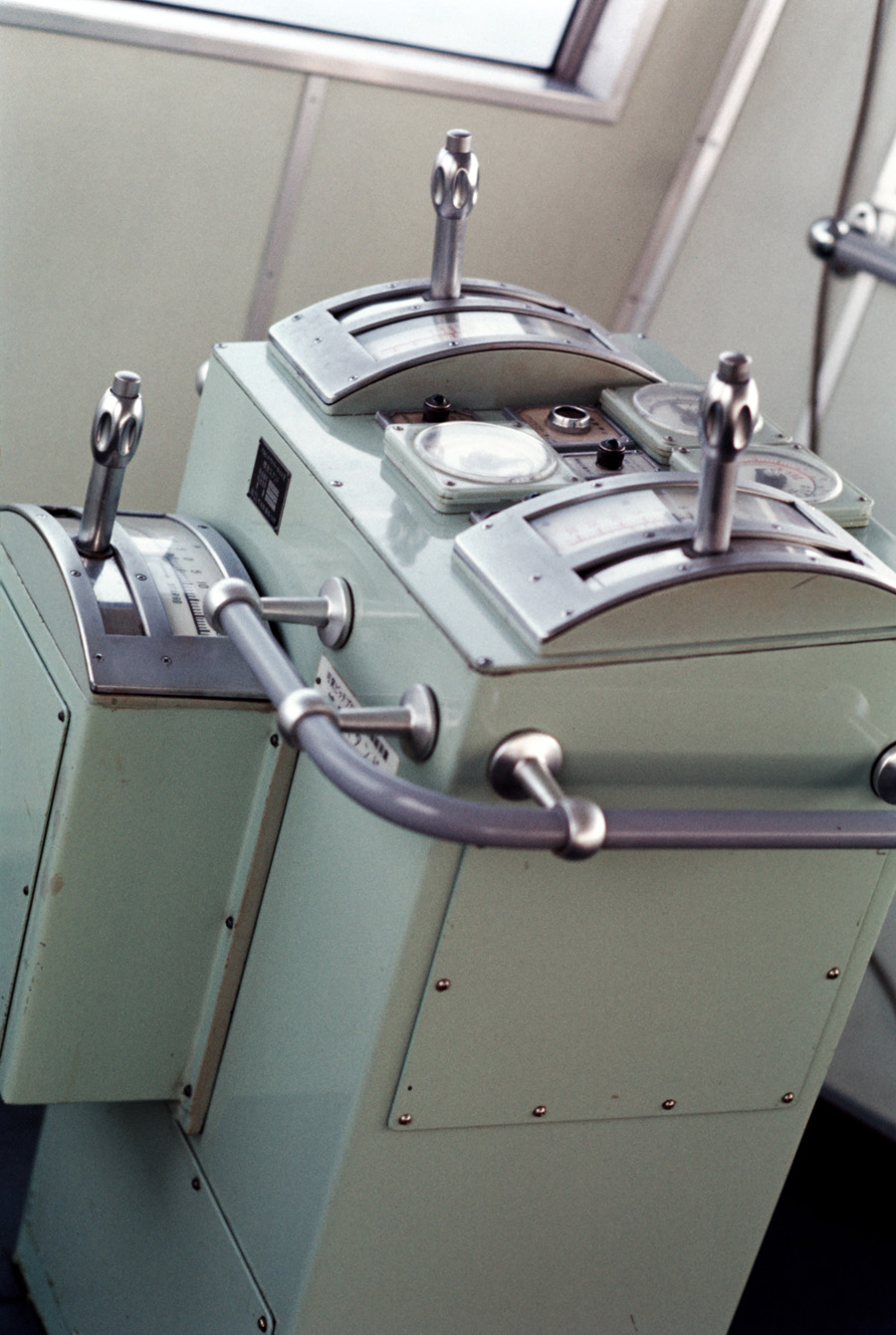
操舵室左舷端の補助操縦スタンド 頂部の2本がCPP翼角操縦レバー、後ろ側面がBT翼角操縦レバーで、指令翼角は各レバー直結の直線ゲージで表示され、実際翼角はスタンド頂部の丸型メーターで表示された。頂部向う側の左舷CPP実際翼角計の後ろ側にBT非常停止スイッチがあり、その後ろ側、BT実際翼角計左舷側に左舷CPP操縦場所表示灯が、またBT非常停止スイッチのこちら側にBT操縦場所表示灯があり、そのこちら側には目盛板照明調整スイッチと右舷CPP操縦場所表示灯が装備されていたが、この二者はこの写真では隠れて見えない。1970年7月28日撮影

#### 扱いやすくなった翼角操縦レバー
津軽丸型前6隻では、両舷の推進用可変ピッチプロペラ（Controllable Pitch Propeller　CPP）とバウスラスター（Bow Thruster　BT）の可変ピッチプロペラの翼角を操舵室から遠隔操縦する翼角操縦レバーが、操舵室中央の操舵スタンドの左に連なるプロペラ制御盤上と、船長が離着岸操船時、操舵室左舷端に立って岸壁を目視しながら直接操作できる補助スタンドの2ヵ所に設置され、そのいずれからでも操作できるよう、プロペラ制御盤上の主操縦レバーと補助スタンドの補助操縦レバーは操舵室床下経由で機械的に連結されていた。このため、どちらか一方を操作すると他方も同じように動き、その結果、主操縦レバーに接続されたシンクロ制御変圧機（CT）が操作されて翼角指令の電気信号が出される仕組みであった。しかしこの機械的連結が原因で、レバー操作が非常に重くなり、第4船の大雪丸（2代）からはプロペラ制御盤上の推進用可変ピッチプロペラ翼角操縦レバーに微動調整用グリップを付加するなどの改良が加えられたが、操作の重さに変わりはなかった。
このため本船では主・補助両レバー間の機械的連結をやめ、補助操縦レバーにもシンクロ制御変圧機（CT）を追加し、その結果主・補助両レバー両方が別個にシンクロ制御変圧機（CT）を持つことになり、軽く動かせる操縦レバーが実現できた。またレバー先端に拇指をかけ、グリップ部分を引き上げるとロックが解除されるが、この操作をした方のレバーの指令が優先されるシステムとしたため、特に切換えスイッチを設置することなく使用でき、このグリップ部分を回すことで微動調整も可能で、扱いやすいものとなった。なおプロペラ制御盤上のバウスラスター主操縦レバーに限り、手のひらで押すとロックが解除されるレバー付きのグリップハンドルに変更された。また、前6隻では補助スタンドに推進用可変ピッチプロペラ、バウスラスターとも実際翼角計の装備がなかったが、本船では装備された。

#### 推進用可変ピッチプロペラ遠隔操縦システムの完全二重化
津軽丸型前6隻の推進用可変ピッチプロペラ遠隔操縦システムは、全電気式シンクロ系サーボ機構で、操舵室の翼角操縦レバーに接続されたシンクロ制御変圧機（CT）と、第3補機室に設置された交流サーボモーターと、これで駆動されるシンクロ制御発信機（CX）が、シンクロ系サーボ機構でつながっており、翼角操縦レバーが操作されると、シンクロ制御変圧機（CT）の回転子に偏差電圧が生じ、これを増幅してサーボモーターを回転させ、それをボールスクリューで往復運動に変換し、可変ピッチプロペラ翼角管制装置の制御レバーを機械的に動かして可変ピッチプロペラ系の油圧回路を制御した。同時にシンクロ制御発信機（CX）の回転子も回すため、やがてシンクロ制御変圧機（CT）の偏差電圧はゼロになり、サーボモーターも停止する仕組みで、シンクロ制御変圧機（CT）の回転子角度が指令翼角、シンクロ制御発信機（CX）の回転子角度が実際翼角を示す関係であった。しかしこのサーボモーターは片舷に1台しかなく、これが故障すると常用の2系統だけでなく、非常用の2系統も含め、4系統全てが使えなくなる構造であった。このため本船では電気制御油圧駆動方式シンクロ系サーボ機構に変更され、操舵室の翼角操縦レバーに接続されたシンクロ制御変圧機（CT）からの偏差電圧は、第3補機室の、常用2系統の各系統ごとに1台ずつ設置されたサーボバルブに、増幅することなく送られ油圧に変換され、この油圧が各系統1台ずつの油圧シリンダーを動かして可変ピッチプロペラ翼角管制装置の制御レバーとシンクロ制御発信機（CX）を動かす方式に変更された。油圧シリンダーは片舷2系統各1台ずつ計2台で、ともに可変ピッチプロペラ翼角管制装置の制御レバーに常時直結であったが、2系統のいずれかを選択するため、稼働するのはどちらか1台で、他方は無負荷で引きずられる形であった。これにより推進用可変ピッチプロペラ遠隔操縦システムは完全二重装備となり、このシステムは以後建造される渡島丸型に継承された。

### 主機械等の防振支持

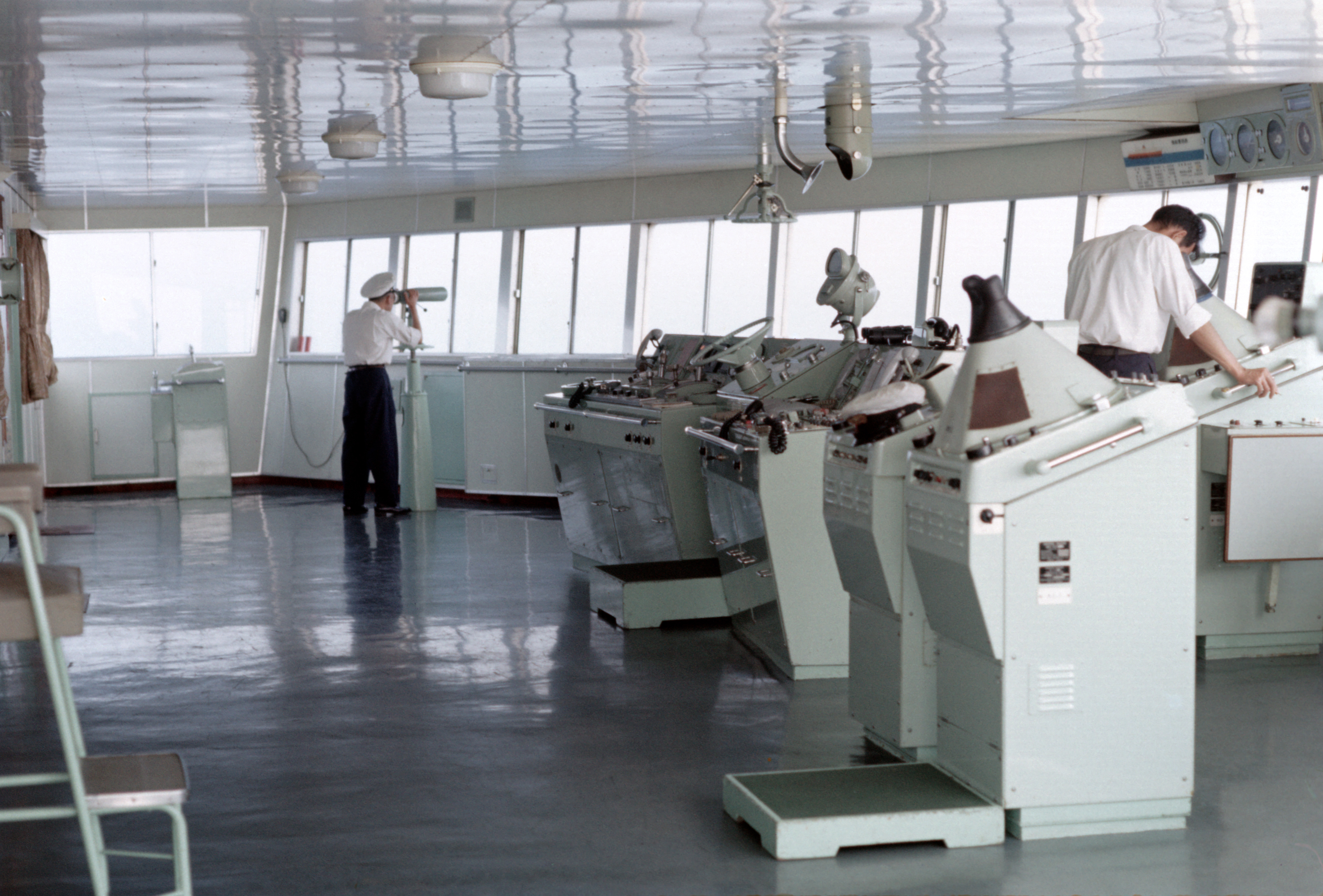
操舵室 手前から、第2レーダー、船位自動測定装置（SPレーダー）、通信制御盤、操舵スタンド、プロペラ制御盤で、前方で航海士が覗いているのが第1レーダー、向うの固定型望遠鏡の前の窓下まで腰板面が室内側へ張り出しているが、これが窓下の放熱器の左端である、ジャイロパイロットによる自動操舵中のため、舵を取っている人はいない。また、プロペラ制御盤のCPP主操縦レバーと左舷端の補助スタンドのCPP補助操縦レバーは機械的連結がないため、主操縦レバーは前進指令で前傾しているが、補助操縦レバーは中立位置である。1970年7月28日撮影

津軽丸型の計画段階から第6船羊蹄丸（2代）の建造までの時期、あまり前例のない主機械8台のマルチプルエンジン採用と、その自動制御システム実現のため、主機械の防振支持にまで手が回らなかった。これら6隻では、船体のひずみ等による軸心の狂いを逃すため、各主機械と流体減速装置の間の軸系にゴムブッシュをはさんだたわみ継手を使用していたが、就航してみると、軸心狂いを逃しきれず、毎分750回転のMAN型エンジンでは主機械据付けボルト破断に、毎分560回転のB&W型エンジンでは継手ゴムブッシュ損傷に悩まされた。そこで本船建造に先立つ1966年（昭和41年）1月、MAN型エンジンの八甲田丸左舷第2主機械出力軸に、故意に軸心を狂わせたうえで高弾性ゴム継手を試験的に挿入したが、それ以降当該主機械の据付けボルト破断はなく良好な成績が得られた。主機械を防振支持すると、船体に固定された流体減速装置と、固定されていない主機械との間に変位が生じ、これによる軸心狂いを吸収できる継手が必要であった。この八甲田丸による試験で、この高弾性ゴム継手が十分有用なことが実証されたため、本船では全主機械の出力軸へ高弾性ゴム継手を挿入し、全主機械の下にゴム製防振パットを敷いて防振支持が行われたほか、主発電機、係船機械の油圧を造る動力機械でもゴム製防振パットによる防振支持が行われた。前6隻もディーゼル船としては静かであったが、本船は一層静かな船となった。

### 操舵室の変更
津軽丸型前6隻では操舵室左舷寄りの前面窓下に揚錨機の遠隔操縦スタンドが設置されていたが、錨鎖をロックする制鎖器の着脱操作が現場でしかできなかったこともあり、他の係船ウインチ同様、船首の一段高くなった船首指揮台の操縦スタンドから操縦できれば十分ということで廃止された。
また、本船起工前年の1965年（昭和40年）10月1日ダイヤ改正から、当初建造計画の津軽丸型6隻が出そろい、うち5隻による3時間50分運航が12往復に増え、また堪航性の向上で従来より荒天でも運航できるようになったこともあり、この冬の船体着氷、特に操舵室窓への着氷が問題となった。前6隻では操舵室内の暖房のため前面窓下の2ヵ所に蒸気放熱器が設置されていたが、この直上の窓への着氷は少なく、内面の結露も少なかったため、本船ではこの放熱器を操舵室両翼部分の窓二つずつ分を除く前面窓下に広げるとともに、操舵室前面窓下外側の手摺部分に温水管を設置し、各窓の下方からノズルで温水をガラス外面に斜めに噴射して着氷を融かず装置を装備した。この温水ノズル方式は極めて有効で、その後直ちに他船にも装備されたが、放熱器増設は後年行われた。

### 係船機械の適正化

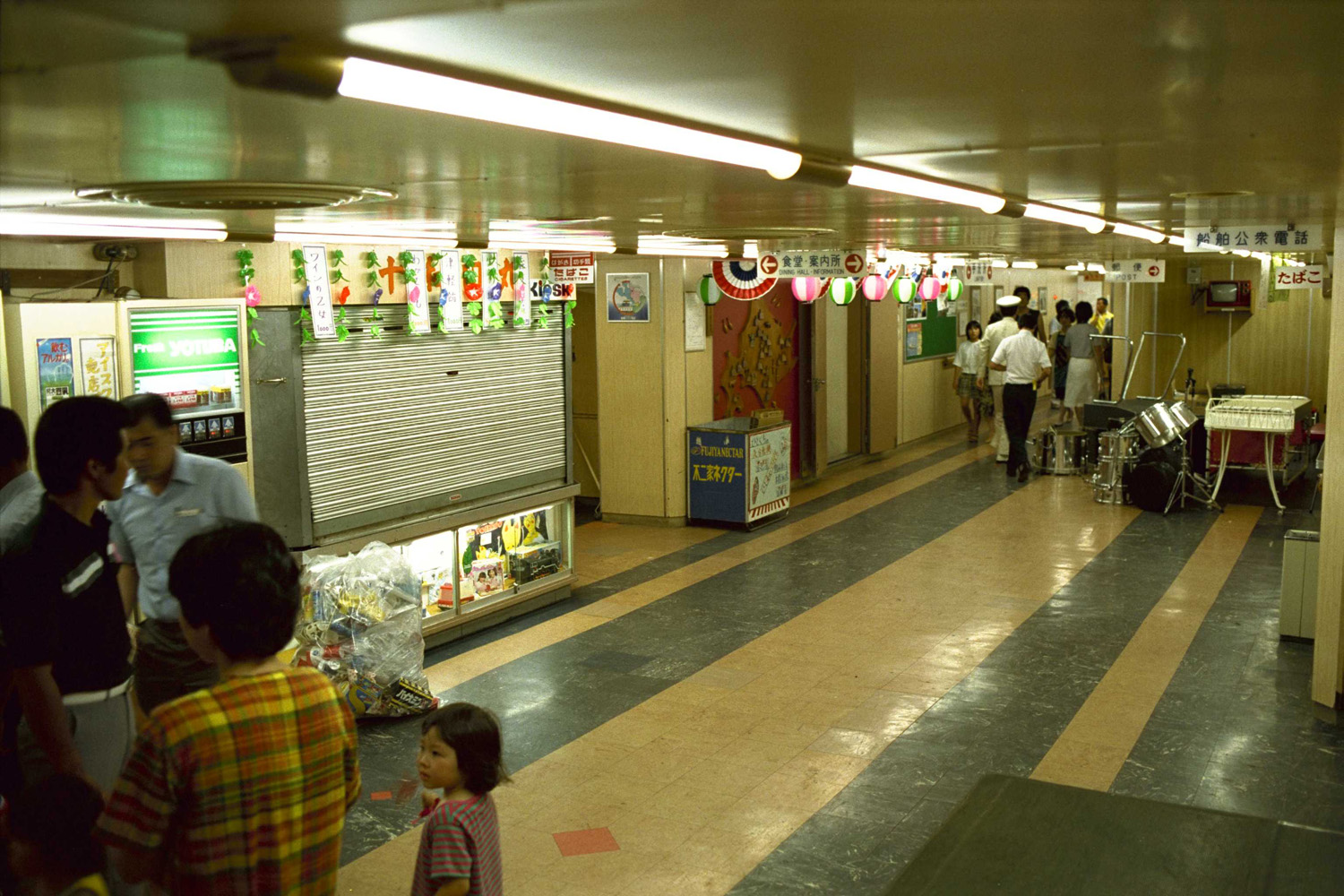
船楼甲板左舷中央部の普通（2等）出入口広間 同広間左舷前方の遊歩甲板へ上がる階段から後方を見た写真。通常時の乗下船は写真右側の乗船口から行われた。左側のシャッターの閉じているのが売店、食堂入口につながる廊下を隔て、各船共通デザインの北海道・東北地図のレリーフがあり、その後ろの扉の開いた入口を入ると、車両甲板プラットホームへ降りる階段のある“隠し部屋”で、航路外周遊での乗下船にはここが使われた。留萌港停泊中1983年8月16日撮影

津軽丸型前6隻では、船尾左舷ウインチは2ドラム型で、そのうち船尾を可動橋に引き寄せる左舷アフターラインとそのブレーキとなる船尾スプリングラインが同時作業となるため、両ドラムを同時に油圧モーターで動かせない、という問題が浮上した。このため、本船では、左舷ウインチを左舷アフターライン専用の1ドラム型にし、船尾スプリングライン作業と作業時間の重ならない右舷アフターライン作業を船尾右舷ウインチにまとめ、これを2ドラム型とし、船尾スプリングラインを船尾船楼甲板上を左舷からローラーを介して右舷ウインチまで導き巻き込む形とした。これにより、船尾スプリングラインは従来の摩擦ブレーキから、きめ細かな運転のできる油圧回生ブレーキをかけながらの、左舷アフターライン巻き込み作業が可能となり、この形が以後の標準となった。
停泊中も係船索を一定の張力で引っ張り続ける“自動係船運転”と称するオートテンション機能は、前6隻のうち津軽丸（2代）を除く5隻で、船首ブレストラインを巻き込む補助ウインチ（右舷）と船首スプリングラインを巻き込むスプリングウインチ、左舷アフターラインを巻き込む船尾左舷ウインチの左舷アフターライン用ドラム、右舷アフターラインを巻き込む船尾右舷ウインチの4台が“自動係船運転”可能であったが、1955年（昭和30年）建造の檜山丸（初代）以降の青函連絡船では、船体幅を拡大したため、岸壁係留位置では、船体中心線が可動橋中心線に対し14.8‰の角度で岸壁とは反対方向に振れており、左舷側で岸壁に接舷しているのは全長132mのうち、船尾側から約40%の52m付近までで、それより船首側は岸壁と隙間をあけて係留していた。このため、船首部をブレストラインで岸壁に引き寄せ過ぎると、船尾の可動橋との接続部分に無理がかかることが判明し、本船からはブレストラインを巻き込む補助ウインチの“自動係船運転”は省略され、船首スプリングウインチ、船尾左舷ウインチ、船尾右舷ウインチの右舷アフターライン用ドラムの3台となった。

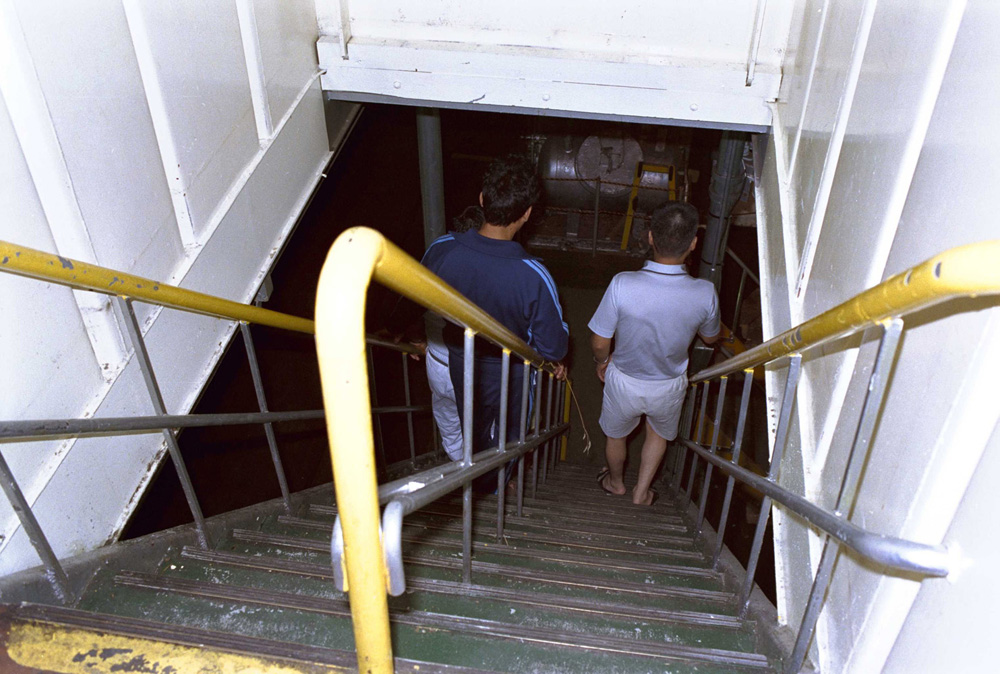
車両甲板への階段 船楼甲板の出入口広間に面した“隠し部屋”から、前方に向かって車両甲板の前部機関室囲壁後方の短いプラットホームへ降りる階段があり、航路外寄港の乗下船時には、さらにプラットホームから車両甲板への補助階段も仮設された。留萌港停泊中1983年8月16日撮影

## 実現しなかった寝台車航送－周遊船で活用された準備工事
本船を含む摩周丸（2代）以降建造の3隻では、洞爺丸事件以前の一時期行われていた寝台車航送の復活を目指し、その準備工事として、車両甲板の船2番線と船3番線の間の前部機関室囲壁の船尾側に短いプラットホームと、そこから船楼甲板の2等出入口広間につながる旅客用階段を設置していたが、旅客を寝かせたまま寝台車航送をしたいという 国鉄に対し、運輸省は安全上旅客は船室へ移動させるべき、としてその許可を与えず、結局寝台車航送は実現できなかった。しかし、この階段を使用することで、喫水線上約2mと低く、岸壁との間に容易にタラップを架けることのできる車両甲板中央部の舷門からの旅客の乗下船が可能となり、専用設備のない港でも旅客扱いができたため、これら3隻は、青函航路外への周遊船や、鉄道不通時の代行旅客輸送船としても使用され、特に本船は後述のフィンスタビライザーを装備したこともあり、はるか千島列島北ウルップ水道越えの北海道一周航海や東京への周遊航海を行っている。

### フィンスタビライザーの装備

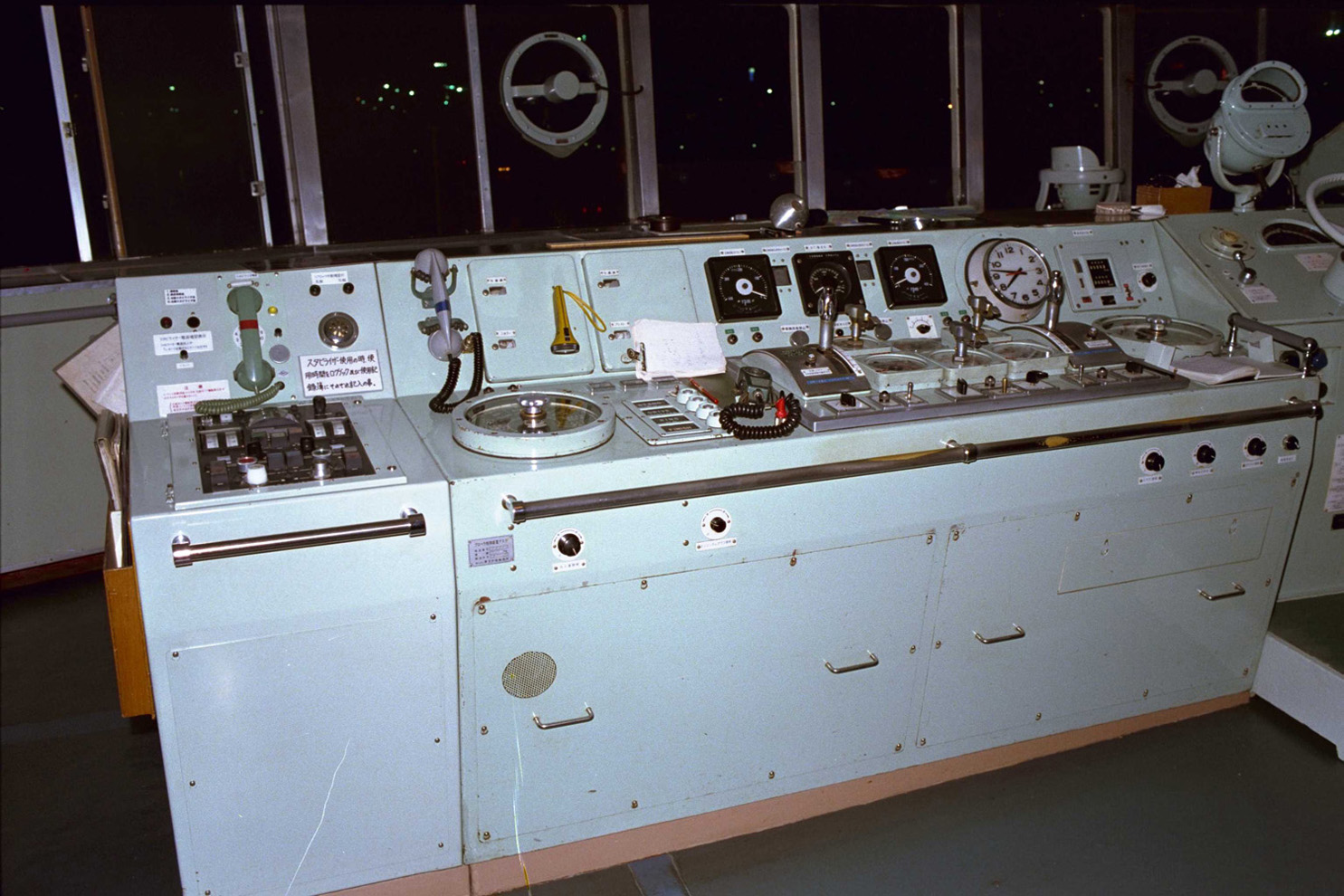
フィンスタビライザー装備に伴い、プロペラ制御盤の左側に隣接してフィンスタビライザー制御盤が増設された。留萌港停泊中1983年8月16日撮影

本船は1981年（昭和56年）6月、横揺れを80%減少できるフィンスタビライザーを青函連絡船として初めて装備した。もともと船底両舷の湾曲部に、船の長さの半分程度にわたり鋼製の揺れ止めのヒレであるビルジキールが装着されていたが、これの中ほどの一部を撤去し、飛行機の主翼状で補助翼も付いた翼長3.66m翼幅1.83mのフィンが下反角を付けて左右に船体から突出させる形で取り付けられた。第1補機室中段に設置されたメインコントロールユニットのジャイロセンサーと線形加速度計が横揺れを素早く検知し、フィンの迎角を横揺れを抑える方向に揚力が発生するよう電動油圧で制御した。本体設置場所は総括制御室直下を含む第1主機室船首側両舷で、舷側タンクの第4ボイドスペースとその船首側に隣接する第1ヒーリングタンクの船尾側約1/3を一体化してスタビライザー室とし、残った第1ヒーリングタンクとその船首側に隣接する第3ボイドスペースを連結してヒーリングタンク容量を維持した。このスタビライザー室には油圧装置を含む機械本体を設置したが、一部収まりきらないため、総括制御室直下部分のみ縦水密隔壁を若干内側へ移動させた。なお、スタビライザー室と第1主機室の間は水密隔壁で隔離されているため、この部分の船体二重構造は維持されていた。
操舵室ではプロペラ制御盤左側に隣接して、発停用スイッチやフィン迎角とその揚力の表示装置のあるフィンスタビライザー制御盤が設置された。スタビライザーの消費電力は90kWで、これを使用するのは沖合の高速航行時のため、電源には主軸駆動発電機が充てられた。なお、スタビライザーを使用していない時は、フィンは仰角ゼロで後方へ90度回転して船体に埋め込まれたフィン格納用スリットへ格納され、船体抵抗増加と着岸時の障害を回避できる構造であった。

## 青函連絡船終航と暫定復活運航
1988年（昭和63年）3月13日の青函連絡船終航の日は、函館第1岸壁15時00分発、青森第2岸壁18時55分着の20便で本来の青函連絡船としての終航を迎え、折り返し青森第2岸壁19時50分発、函館港内23時45分着の回航5001便（9便のスジ）で函館に戻り、以後沖錨泊、3月15日12時50分、函館第1岸壁に着岸係船された。
同年6月3日から9月18日までの108日間、青函博覧会と世界食の祭典に協賛し、羊蹄丸（2代）と共に1日2往復の暫定復活運航が行われた。本船は青森を基点に、青森第2岸壁9時30分発、函館第1岸壁13時20分着の1便、函館第1岸壁14時15分発、青森第2岸壁18時05分着の4便の1日1往復の運航で、旅客定員は1,140名、車両航送や自動車航送は行われなかった。7月9日から9月18日までの72日間、停泊中の19時30分から翌朝8時まで海上ホテルとしても営業し、宿泊料金は一般用2,500円、寝台室は部屋単位の発売で4人用個室16,000円であった。暫定運航終了翌日の9月19日、青森第2岸壁 12時00分発、函館第1岸壁16時00分着の5011便として回航され、これが津軽海峡を自力で渡る最後の青函連絡船となった（航路自体も同日付で廃止）。青函博覧会青森会場で公開されていた八甲田丸と幾度も汽笛の交換をしながら津軽海峡へ出て行った。

## ジャパニーズドリーム
暫定復活運航中の1988年（昭和63年）7月、日本旅客船株式会社（JASPA）が約1億8,500万円で購入し。焼肉店「はや」を経営していた速水宣二が青函連絡船再活用のアイデアとしてクルーズ客船運営を着想し運営会社として日本旅客船を設立、三菱重工横浜製作所で作成された基本設計に基づき、支給品を含む約60億円を費やし、佐世保重工業でクルーズ客船への改造工事が行われた。船名は貝原俊民の命名によりジャパニーズドリームと改名されたが、従来からの信号符字「JMUK」はそのまま引き継がれた。なお、船体の所有はJASPAであったが、運航の実務はマリンエンジニアリング社に委託されていた。ファンネルマークは白地にマリンブルーの正方形内に船名の頭文字となる「JD」と波模様をあしらったものとした。法人を中心とした会員制度「ロイヤルジャスパクラブ」も設け、改装費はクラブ会費から賄う目論見とし、木村尚三郎をクラブ理事長に据えた。

### 設計
この改造での変貌は著しく、操舵室から前部消音器室の前までの航海甲板には、全幅にわたる2層の甲板室が造設され、上層のコンパス甲板はラウンジデッキと称し、2等ツイン個室29室のほか、前部には操舵室の屋根越に前方展望可能な展望ラウンジが設置された。下層の航海甲板はトップデッキと称し、2等ツイン個室31室が配置され、若年層にも船旅の良さを味わってもらうべく上層にエコノミークラスの客室を設ける形とした。
その下、遊歩甲板はファーストデッキと称し、舷側まで甲板室を拡張し、船首寄りの特別室14室とその他2-8人室の38室を設け、後部の露天部は両舷に風防を設け、木甲板としオープンカフェやヨーロピアンガーデンとした。船楼甲板はグランドデッキと称し、出入口広間やフロントのほか、特別室2室と個室63室を設け、船尾露天部にはサウナ付きプールが設置された。車両甲板はアベニューデッキと称し、船首側から250名収容のメインダイニング、グルメ街、ブティック、バー、ディスコ等が設置された。
移動と滞在型リゾートを両立させる基本コンセプトで、30代を主対象に若者やビジネスユースやシニアまで幅広い利用を想定しており、これら旅客施設の拡張による電力需要増大に対応するため主発電機を従来の700kVA 3台から5台に、非常用発電機も70kVAから150 kVAに増強された。

### 船内
客室
淡い色調でリゾート感覚を演出したものとし、家具はチーク材・バスルームは大理石を用い素材中心で細部に気を配ったものとした。
- 貴賓室「インペリアルルーム」（2名×1室）
- 特一等室「ロイヤルルーム」（2名×15室）
- 一等室「ファーストルーム」（2名×20室）
- 特二等室
  - スイートルーム（3名×25室）
  - ファミリールーム（4名×35室）
- 二等室
  - キャビンA（2名×60室）
  - キャビンB（6名×8室）
  - キャビンC（8名×12室）

| 等級  | 名称             | 最大定員 | 設備                                                                                |
| ----- | ---------------- | -------- | ----------------------------------------------------------------------------------- |
| 特1等 | ロイヤルルーム   | 2名      | バスタブ付バスルーム、ツインベッド、 ミニバー付き冷蔵庫、テレビ                     |
| 1等   | ファーストルーム | 2名      | バスタブ付バスルームまたはシャワールーム、 ツインベッド、ミニバー付き冷蔵庫、テレビ |
| 2等A  | スイートルーム   | 3名      | シングルベッド、プルマンベッド、ソファーベッド、 テレビ、シャワー・トイレ           |
| 2等B  | ファミリールーム | 4名      | ツインベッド、プルマンベッド2基、テレビ、 シャワー・トイレ                          |
| 2等   | キャビンA        | 2名      | シングルベッド、プルマンベッド、テレビ、 シャワー・トイレ                           |
| 2等   | キャビンB        | 6名      | シングルベッド3基、プルマンベッド3基、 テレビ、シャワー・トイレ                     |
| 2等   | キャビンC        | 8名      | シングルベッド4基、プルマンベッド4基、 テレビ、シャワー・トイレ                     |

設備
- ラウンジデッキ（5階）
  - ロイヤルラウンジ（30席）[66]
  - ロイヤルオフィス
- ファーストデッキ（3階）
  - 土産品店「JDプラザ」
  - イベント広場
  - ヨーロピアンガーデン（20 - 50席）
  - オープンカフェ
  - 電話ボックス
- グランドデッキ（2階）
  - メディカルセンター
  - ベビーシッタールーム
  - パーサーズオフィス
  - ジャグジープール・サウナ「アクアルーム」（10名）[66]
- アベニューデッキ（1階）
  - インポートマート「マッチボックス」[66]
  - ブティック「シルキーコットン」[66]
  - カジノルーム「ハッピーポケット」[66]
  - うどん処「稲庭亭」（9席）[66]
  - 寿司処「長谷川」（13席）[66]
  - メインダイニング（210席）[66]/クラブ「JD」 - ミュージカルなどのショーも開催した[69]。
  - バー「銀座ストラスアイラ」（80名） - 木目調の内装とした[66]。
  - ディスコ「ビッグスマイル」（80名）[66]
  - フォトサロン「JD」
  - VIPルーム「ザ・パレス」（10 - 15名）[66]
  - マルチスペース「ルーカス」（10 - 15名）[66]
  - ギャラリー

### 運航
日本では、1989年からふじ丸、おりえんとびいなす、にっぽん丸といったクルーズ客船の竣工が相次ぎ、ジャパニーズドリームが運航開始する前年4月には「おせあにっくぐれいす」（現クリッパーオデッセイ）という小型のクルーズ客船が就航し、豪華客船の旅が緒につこうとしてるかに見えた。本船は横浜港大さん橋 - 神戸港新港第4突堤間の1泊2日約20時間の定期クルーズを主に運航し片道運賃は最低で新幹線片道運賃とホテル代を合わせた程度の24,500円から最大で49,000円ほどの価格設定とし、横浜と神戸という日本有数の港を結ぶ定期航路というのも魅力的ではあったが、新幹線を使えば約3時間で行ける所に20時間もかけて豪華にのんびりと船旅を楽しもうとする旅客は、当時まだ多くはなかった。
本船は1990年（平成2年）3月から定期クルーズに就航し、定期運航の合間を縫ってチャータークルーズや日本一周クルーズ、かつての母港である函館港への里帰りクルーズも行った。しかし、9,000総トン程度の船体に548名の定員は過大で、エントランスロビーの狭小さ等が指摘されるなど、豪華客船というには中途半端であったこと、連絡船当時の車両甲板を改造したステージやレストランに豪華志向を演出すべく大理石を多く使用したことなどで重量が増大し、燃費が悪化したことにより赤字が増大した。2年弱での総旅客数は約15万人で年間の乗船率は40%程度に留まり、また微増傾向だった乗客数も伸び悩んだことなど様々な要因が重なり、わずか2年足らずの1992年（平成4年）1月のチャータークルーズをもって運航終了となり、佐世保重工業に係留された。

### その後
佐世保重工業にドッグ入りした後は、佐世保港に係留されて、5名のスタッフによって船内清掃やエンジンなどの維持管理を行う状態が続いた。1995年（平成7年）5月アメリカのリゾート開発会社に購入され、フィリピンに向けて自力航行で旅立っていった。フィリピンに到着後は船名も「フィリピンドリーム（Fhilippine Dream）」と改名され、セブ島に付属するマクタン島に係留の上、カジノ・ホテルシップとして数年間使用されていた。
その後は税金の滞納等で当局に差し押さえられ営業も休止し、マクタン島沖合で放置状態となっていたようだが、2008年（平成20年）8月頃に、バングラデシュのチッタゴンにある船舶解体場へ移送され、解体された。

## 沿革
- 1966年（昭和41年）
  - 2月15日 - 起工
  - 10月16日 - 竣工
  - 10月21日 – 14時22分函館第4岸壁へ回着[79]
  - 10月24日 - 函館港内22時50分発、青森第3岸壁25日3時20分着7070便で試運航開始[80]
  - 11月1日 - 函館第2岸壁9時40分発、青森第2岸壁13時30分着210便で就航[81]
- 1970年（昭和45年）2月25日 - 船舶積量測度法改正規則（1967.8.1.）による改測登録で5,397.59 トンに減トン[82]
- 1973年（昭和48年）12月28日 - 旅客定員 通年1,330名[83]
- 1975年（昭和50年）8月27日 - 台風6号による8月24日からの函館本線桂川 - 野田生間不通のため、函館 - 室蘭間に摩周丸（2代）と十和田丸（2代）の2隻により8月31日までの5日間、旅客代行輸送を毎日2往復運航[84][85]。十和田丸　函館第1岸壁5時30分発、室蘭11時00分着8001便　室蘭12時30分発、函館第1岸壁18時着8006便　摩周丸　函館第1岸壁11時40分発、室蘭17時10分着8005便　室蘭18時30分発、函館第1岸壁24時00分着8002便[86]
- 1977年（昭和52年）
  - 3月7日 - 青函航路開設70年目を記念し各船の「シンボルマーク」を発表。十和田丸（2代）は「湖面輝く十和田湖」[87]
  - 7月-遊歩甲板室後壁に鋼板製シンボルマーク取り付け[87]
- 1978年（昭和53年）
  - 1月 - 船楼甲板室両舷に鋼板製シンボルマーク取り付け、レーダー情報処理装置（CAS）装備[88][87][89]
  - 2月9日 - 喫茶室「サロン海峡」営業開始（グリーン自由椅子席44席撤去）、旅客定員1,286名[90]
- 1981年（昭和56年）
  - 1月 - 後部普通船室左舷椅子席と右舷雑居席の間の壁を撤去し、両舷通しの大部屋雑居席とし、映写用スクリーンと放送設備を設置[91]。
  - 6月 - 函館ドックにてフィンスタビライザーを装備[92]
- 1986年（昭和61年）
  - 8月11日 - 17日 - 「北海道一周の旅」函館出港後、苫小牧、釧路に寄港し、ウルップ島とシンシル島の間の北ウルップ水道を通過した後、紋別、稚内、小樽に寄港して函館に戻った[93][94]。
  - 8月25日 - 29日 - 「東京観光の旅」[95]
- 1987年（昭和62年）
  - 4月1日 - 国鉄分割民営化に伴い、JR北海道に継承。船籍港も東京から函館に変更。
  - 7月27日 - 8月2日 - 「北海道一周の旅」コースは前年と同じ[96][97]
  - 9月2日 - 8日 - 北海道物産フェアに協賛し、函館〜東京の周遊便を運航、東京港の晴海埠頭で展示された[98][99]。
- 1988年（昭和63年）
  - 3月13日 - 函館第1岸壁15時00分発、青森第2岸壁18時55分着の20便にて本来の青函連絡船として終航。同岸壁19時50分発、函館港内23時45分着の回航5001便、以後沖錨泊、3月15日12時50分、函館第1岸壁に着岸係船[57][58]
  - 5月27日 - 8時58分離岸試運転　13時15分港内錨泊[100]
  - 5月31日 - 10時20分函館第1岸壁着岸[101]
  - 6月2日 - 函館第1岸壁10時00分　青森第2岸壁14時00分着の5010便で青森へ回航[102]
  - 9月18日 - 函館第1岸壁14時15分発、青森第2岸壁18時05分着の4便にて暫定復活運航終航[103]。
  - 9月19日 - 青森第2岸壁 12時00分発、函館第1岸壁16時00分着の5011便で函館へ回航[61]。
  - 9月 - 函館出港[104]
- 1990年（平成2年）3月24日 - ジャパニーズドリームとして再出発。当初の予定としては運航は週2往復、所要時間は片道19時間とするはずであった。
- 1992年（平成4年）1月6日 - ジャパニーズドリーム終航

## その他
- ジャパニーズドリーム号として運航を開始した頃にはテレビでCMが放映されていたが、そのCMには田村正和が出演していた。
- テレビ朝日系で放送されたテレビドラマ「土曜ワイド劇場」の「高橋英樹の船長シリーズ」中、第1話で青函連絡船十和田丸、第4話でジャパニーズドリーム号として登場した。
- 荒巻義雄の架空戦記「十和田要塞1991」では、津軽海峡に浮かぶ「一号海峡要塞」として登場した。